# Mastophora ypiranga
Mastophora ypiranga là một loài nhện trong họ Araneidae.
Loài này thuộc chi Mastophora. Mastophora ypiranga được Herbert Walter Levi miêu tả năm 2003.